# 德拉馬冰川
德拉馬冰川（英語：Drama Glacier）是南極洲的冰川，位於埃爾斯沃思地，屬於埃爾斯沃思山脈中森蒂納爾嶺的一部分，處於加巴雷冰川以北和拉茲博伊納冰川以南，長10公里、寬1.5公里，以保加利亞東南部鄉鎮命名。

## 外部連結

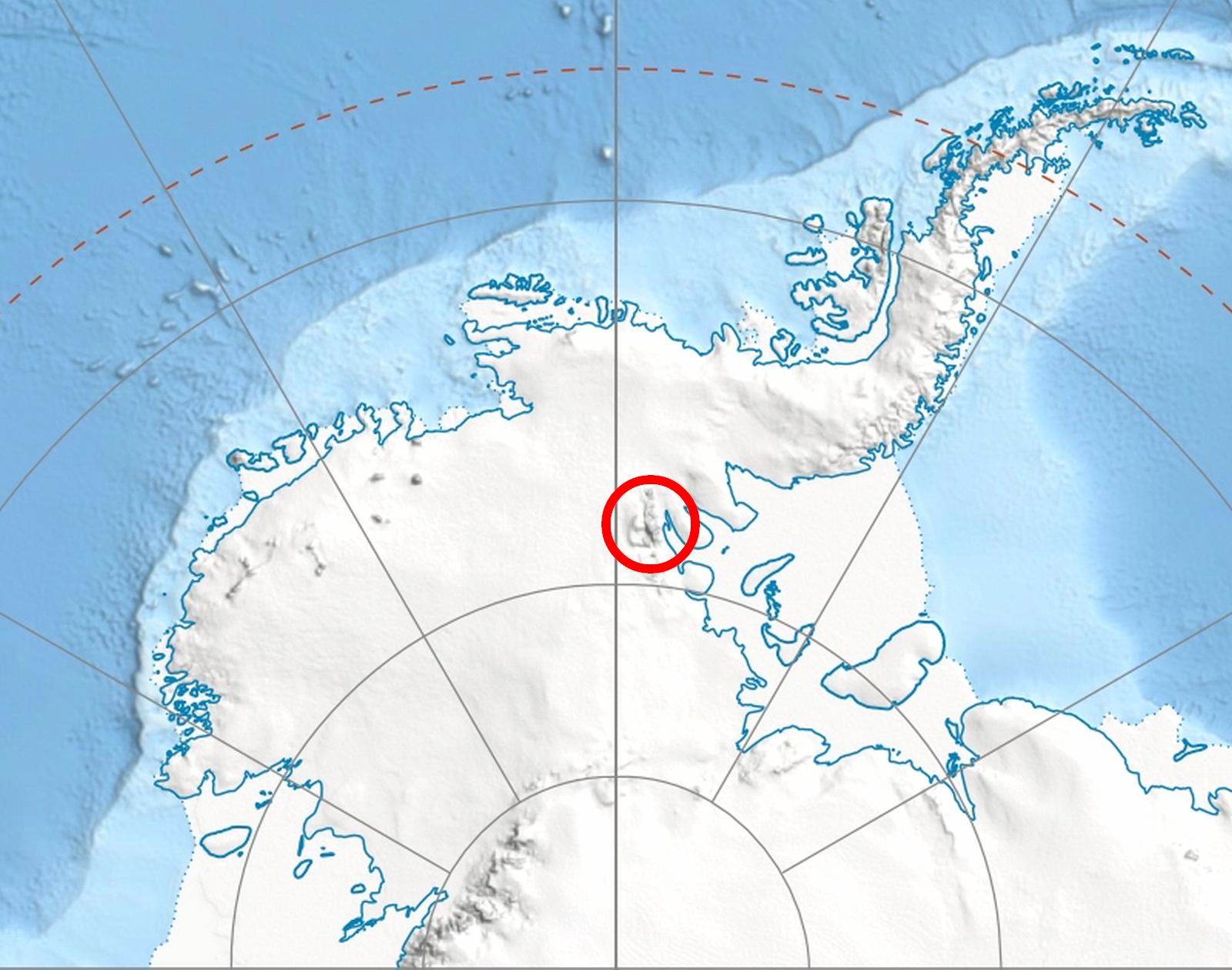

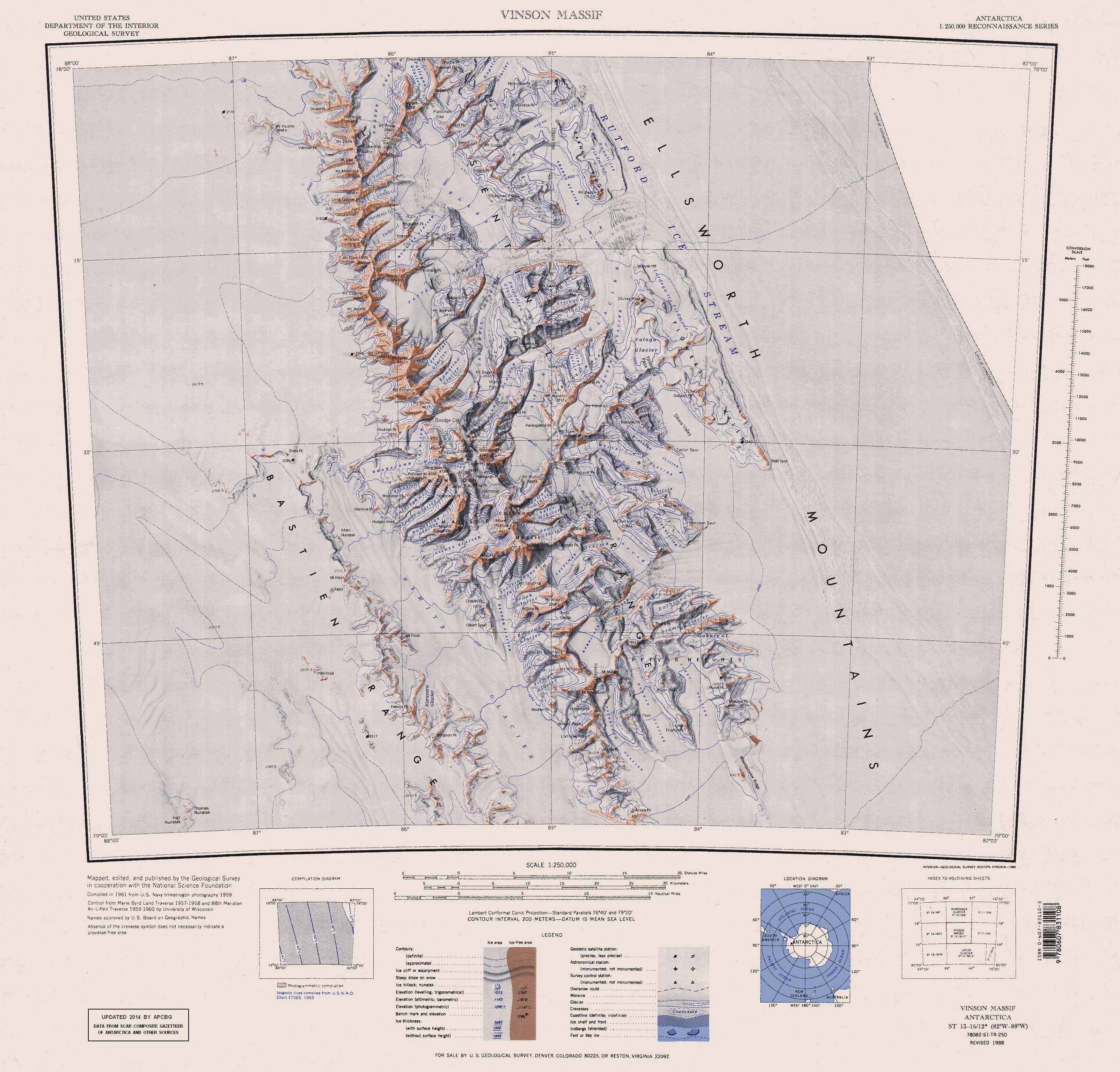

- Drama Glacier. （页面存档备份，存于） SCAR Composite Antarctic Gazetteer.
- Bulgarian Antarctic Gazetteer. （页面存档备份，存于） Antarctic Place-names Commission. (details in Bulgarian, basic data （页面存档备份，存于） in English)

78°43′30″S 84°16′00″W / 78.72500°S 84.26667°W